# Portrait de femme (film)
Pour les articles homonymes, voir Portrait de femme.
Pour plus de détails, voir Fiche technique et Distribution.
Portrait de femme (The Portrait of a Lady) est un film américano-britannique réalisé par Jane Campion et sorti en 1996. Il s'agit d'une adaptation du roman du même nom d'Henry James.

## Synopsis
Lors d'un séjour en Amérique, Mrs Touchett (Shelley Winters) retrouve sa nièce Isabel Archer (Nicole Kidman) et lui propose de l'emmener avec elle en Europe afin de lui faire connaître le monde.
Dans le vieux manoir de Gardencourt, au bord de la Tamise, Isabel goûte aux raffinements de l'Angleterre.
Intelligente, orgueilleuse, droite, Isabel est douée d'une imagination débordante. Très éprise de sa liberté, la jeune héroïne est pleine d'illusions et d'espoirs et veut choisir son destin.
Son cousin Ralph Touchett (Martin Donovan) qui est tuberculeux, apprécie la présence de la jeune fille et l'observe avec intérêt. Que va-t-elle faire de sa vie ? Va-t-elle attendre passivement qu'un homme lui propose le mariage ? 
Isabel Archer est bientôt entourée d'une foule de prétendants. Lorsque Lord Warburton (Richard E. Grant), riche gentleman anglais, lui propose de l'épouser, Isabel refuse, préférant conserver sa liberté. 
Caspar Goodwood (Viggo Mortensen), un jeune bostonien, lui fait également une cour pressante et suit Isabel en Angleterre. Sa force virile et son dynamisme excessif l'épouvantent, elle semble craindre en lui la mort de sa propre personnalité. Isabel se soustrait à son ardeur.
À l'insu de la jeune fille, Ralph demande à son père mourant de partager son héritage avec sa cousine. Ralph souhaite la rendre riche afin de mettre Isabel en mesure de réaliser les exigences de son imagination.
Lorsque le vieux Mr Touchett (John Gielgud) décède, elle se trouve à la tête de 70 000 livres. 
Isabel fait la connaissance de Mme Merle (Barbara Hershey) et devant cette femme qui a vécu, la jeune fille semble paralysée comme l'oiseau par le serpent. Et c'est l'attraction presque charnelle de l'innocente pour l'expérimentée, de la vierge pure et fière pour l'initiatrice. Isabel est sous le charme de cette femme experte, secrète et plus âgée, à qui elle souhaite ressembler un jour. 
En compagnie de sa tante elle se rend à Florence où Mme Merle présente Isabel à un autre Américain qui vit avec sa jeune fille Pansy (Valentina Cervi) dans une villa aux murs massifs. 
Original et excentrique, grand amateur d'art, Gilbert Osmond (John Malkovich) est rusé, cupide, et sa volonté de puissance est infiniment grande. Son côté énigmatique sollicite l'imagination de la jeune fille qui succombe à une fascination naïve. 
Plusieurs mois se sont écoulés. Isabel a beaucoup voyagé, elle s'est lassée d'observer le monde et accepte d'épouser Osmond. 
Elle s'abandonne à lui avec une sorte d'humilité : elle ne prend pas, elle donne et Pansy fait partie des responsabilités qu'elle peut affronter. 
Isabel a souhaité aimer Osmond sincèrement et ardemment mais son mariage est un échec. La désillusion s'empare de la jeune femme. Égoïste, violent, sarcastique, Osmond essaie de la plier à sa propre volonté comme il essaie d'imposer le mariage à sa fille, Isabel protège celle-ci et assume son erreur. 
Malgré tout son amour de la clarté, Isabel est aveugle, a une répugnance instinctive à soulever les rideaux et à fouiller les coins obscurs. Elle comprend peu à peu combien son cousin, qui se meurt, l'aime. Sa belle-sœur (Shelley Duvall) lui révèle la liaison d'Osmond et Madame Merle, Pansy est leur fille. Son choix d'Osmond, sa propre liberté étaient illusoires. Isabel se rend compte qu'elle a été la victime et le jouet d'une conspiration soigneusement menée dont Madame Merle finit par avoir honte.
Lorsqu'elle apprend que Ralph est mourant, Isabel, déchirée, le rejoint une dernière fois à Gardencourt contre l'avis de son mari qui s'oppose farouchement à ce départ. C'est son premier et peut-être dernier acte de rébellion : avec ce départ elle affirme sa liberté mais le dernier plan propose une fin ouverte. En effet, on ne sait finalement pas si Isabel retourne chez son mari ou si elle accepte de rester avec Caspar Goodwood qu'elle a de nouveau croisé et qui ne la laisse plus indifférente.

## Fiche technique
- Titre français : Portrait de femme
- Titre original : The Portrait of a Lady
- Réalisation : Jane Campion
- Scénario : Laura Jones, d'après le roman Portrait de femme de Henry James
- Photographie : Stuart Dryburgh
- Montage : Veronika Jenet
- Musique : Wojciech Kilar
- Décors et costumes : Janet Patterson
- Producteurs : Steve Golin, Monty Montgomery, Mark Turnbull, Ann Wingate et Ute Leonhardt
- Société de production : PolyGram Filmed Entertainment, Propaganda Films
- Sociétés de distribution : PolyGram Filmed Entertainment, Gramercy Pictures, Ascot Elite Entertainment Group (Suisse)
- Pays de production :  Royaume-Uni,  États-Unis
- Langues originales : anglais, italien
- Format : Couleur — 35 mm — 2,35:1 — son : Dolby Digital
- Genre : drame
- Durée : 142 minutes
- Dates de sortie : 
  - Italie : 18 octobre 1996
  - France : 18 décembre 1996
  - Royaume-Uni : 28 février 1997

## Distribution
- Nicole Kidman (VF: Stéphanie Murat) : Isabel Archer
- John Malkovich : Gilbert Osmond
- Barbara Hershey : Mme Serena Merle
- Mary-Louise Parker : Henrietta Stackpole
- Martin Donovan : Ralph Touchett
- Shelley Winters : Mme Touchett
- Richard E. Grant : Lord Warburton
- Shelley Duvall (VF : Frédérique Cantrel) : la comtesse Gemini
- Christian Bale : Edward Rosier
- Viggo Mortensen : Caspar Goodwood
- Valentina Cervi : Pansy Osmond
- John Gielgud : M. Touchett
- Roger Ashton-Griffiths : Bob Bantling
- Catherine Zago : la mère supérieure

## Production
Le tournage s'est déroulé dans le Wiltshire, le Buckinghamshire et à Londres en Angleterre, à Lucques, Florence, Viterbe et Rome en Italie, à Santa Monica aux États-Unis, à Sydney en Australie, ainsi qu'en Turquie et aux Shepperton Studios[réf. nécessaire].

## Autour du film
- Le roman d'Henry James avait déjà été adapté à la télévision en 1968 par James Cellan Jones, sous la forme de six épisodes de 45 minutes et titré The Portrait of a Lady.

## Distinctions
- Prix du meilleur second rôle féminin (Barbara Hershey) et des meilleurs décors (Janet Patterson), lors des Los Angeles Film Critics Association Awards 1996.
- Nomination à l'Oscar du meilleur second rôle féminin (Barbara Hershey) et des meilleurs costumes (Janet Patterson) en 1997.
- Nomination au prix du meilleur second rôle masculin (Martin Donovan) et du meilleur second rôle féminin (Barbara Hershey), lors des Chlotrudis Awards 1997.
- Nomination au Golden Globe du meilleur second rôle féminin pour Barbara Hershey en 1997.
- Prix du meilleur second rôle masculin (Martin Donovan) et du meilleur second rôle féminin (Barbara Hershey), lors des National Society of Film Critics Awards 1997.
- Nomination au prix du meilleur scénario adapté d'une œuvre existante, meilleurs costumes et meilleure direction artistique (Janet Patterson), lors des Satellite Awards 1997.